# André Brulé (ciclista)
André Brulé (Billancelles, 4 febbraio 1922 – Clamart, 3 marzo 2015) è stato un ciclista su strada e ciclocrossista francese.
Professionista dal 1943 al 1961, vinse tappe al Tour du Maroc, al Tour de Luxembourg e al Tour de Suisse.

## Carriera
Corse per la Alcyon, la France-Sport, l'Olympia, la Chaplait, la Duralca, la Viscontea, la Cilo, la Tigra, la Stucchi, la Colomb, la Bauer, la Vietto, la La Perle, la La Française, la Royal, la Cycles André Brulé e la Liberia. Nel 1949 vinse l'ottava tappa e la classifica generale del Tour du Maroc, la prima tappa del Tour de Luxembourg e la quarta tappa del Tour de Suisse; nella stagione successiva vinse la sesta tappa del Tour de Maroc. Nel ciclocross vinse una corsa ad Halluin nel 1958 e fu due volte vicecampione nazionale (1958 e 1959).

## Palmarès

### Strada
- 1941

Parigi-Rouen
- 1945

Grand Prix du Pneumatique (Montluçon > Montluçon)
- 1949

8ª tappa Tour du Maroc
classifica generale Tour du Maroc
1ª tappa Tour de Luxembourg (Lussemburgo > Mondorf)
4ª tappa Tour de Suisse (Ascona > Ginevra)
- 1950

6ª tappa Tour du Maroc

### Ciclocross
- 1958

Halluin

### Altri successi
- 1943

Criterium du Midi
- 1945

Grand Prix Arsene Mersch
Criterium di Montluçon
- 1948

Criterium di Quillan

## Piazzamenti

### Grandi giri
- Giro d'Italia

1950: 33º
- Tour de France

1948: 12º
1949: 23º
1950: 14º

### Classiche monumento
- Milano-Sanremo

1953: 52º